# Alena Heribanová
Alena Heribanová z domu Repčíková (ur. 11 kwietnia 1955 w Pieszczanach) – słowacka prezenterka telewizyjna, autorka książek, działaczka społeczna, dyplomatka. Laureatka nagrody telewizyjnej – Kobieta Ekranu; uhonorowana tytułem Absolútna Slovenka roka.

## Życiorys
Alena Heribanová urodziła się 11 kwietnia 1955 r. w Pieszczanach jako córka Vladimíra Repčíka i Márie Hetešovej. W 1960 r. rodzina przeniosła się do Koszyc, gdzie urodził się jej brat Vladimír Repčík. W latach 1974–1979 studiowała na Wydziale Filozoficznym Uniwersytetu Komeńskiego w Bratysławie. W 1885 r. uzyskała tytuł doktora filozofii. 

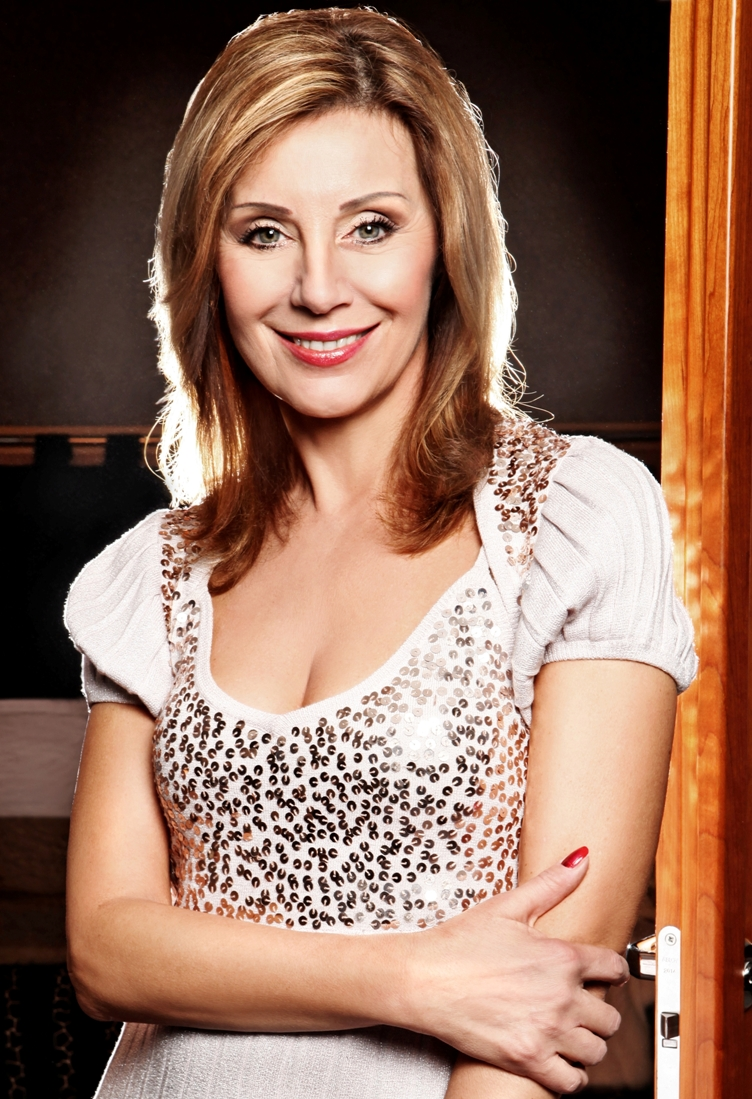
Alena Heribanová, 2009

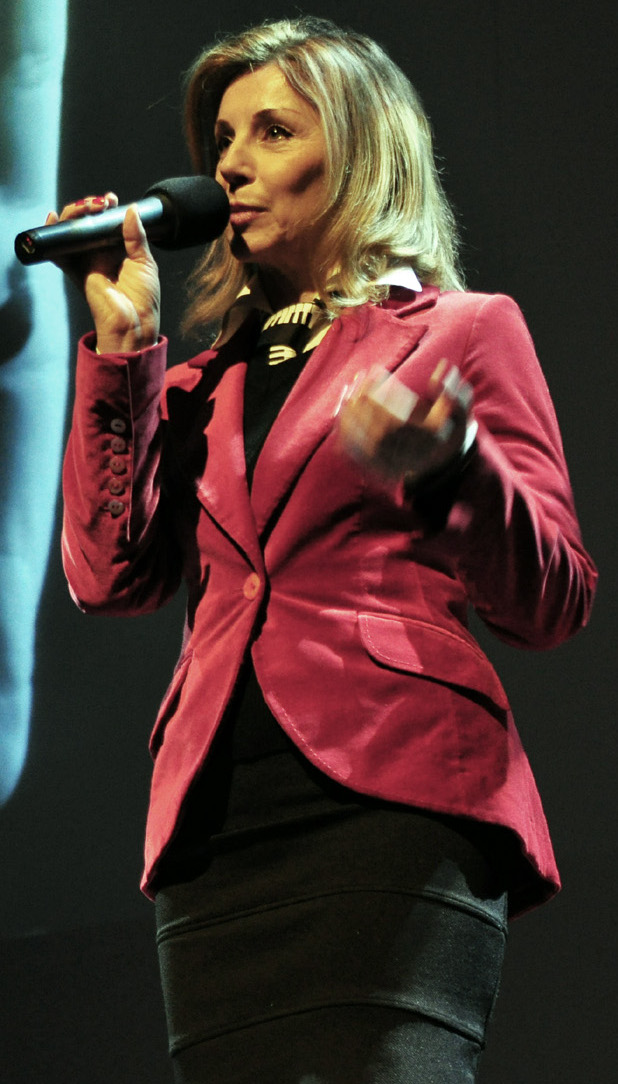
Alena Heribanová, 2011

W 1979 r., po ukończeniu studiów, wygrała przesłuchanie na stanowisko spikera do czechosłowackiej telewizji publicznej. Po zmianach ustrojowych kontynuowała pracę w słowackiej telewizji publicznej STV. Jest autorką i prezenterką autorskich projektów telewizyjnych min.: Siesta, Soireé z Mlynskej doliny, Babinec, Anjeli strážni. Jako prezenterka brała udział w projektach międzynarodowych w USA, Kanadzie, krajach europejskich i Australii. Współpracowała jako autorka projektu i prezenterka podczas pierwszej Gali Tenorów pod Piramidami w Kairze dla japońskiej telewizji Kansai TV. 
Od 2001 r. aktywnie angażuje się w walkę z rakiem piersi poprzez projekty organizowane przez firmę AVON mające na celu dbanie o zdrowie kobiet, podnoszenie świadomości społecznej na temat choroby oraz wspieranie badań w tej dziedzinie. 
W 2004 r. założyła agencję artystyczną Herial, którą obecnie kieruje jej córka Tamara Heribanová. Jest fundatorką stowarzyszenia Herial Ladies Club skupiającą wybitne artystki, lekarki, pisarki, menadżerki, dziennikarki.
W 2007 roku brała udział w programie Bailando – Tanec pre teba emitowanym przez telewizję TV Markíza, a cztery lata później w programie rozrywkowym Let's Dance. Kilkakrotnie reprezentowała Słowację jako moderatorka Konkursu Piosenki Eurowizji.
W latach 2013–2018 pracowała w korpusie dyplomatycznym podlegającym pod Ministerstwo Spraw Zagranicznych i Europejskich Republiki Słowacji jako dyrektor Słowackiego Instytutu w Wiedniu. W 2018 r. została wybrana prezesem EUNIC Austria - Stowarzyszenia Narodowych Instytutów Kultury Unii Europejskiej. 

## Nagrody
Jest laureatką słowackiej prestiżowej nagrody telewizyjnej – Kobieta Ekranu (1995). W 2009 r. została wybrana Slovenku roka w kategorii media i komunikacja. W 2016 r. została wybrana Absolútnu Slovenku roka na podstawie ankiety zorganizowanej pod patronatem prezydenta Republiki Słowackiej Andreja Kiski. 

## Publikacje
W 2000 r. we współpracy z Janą Benkovą wydała autobiografię Alena Heribanová – Vždy s úsmevom, dwa lata później książkę Babinec s Alenou Heribanovou. W 2009 r. wydała i redagowała publikację TOP 37 Žien Slovenska.  

## Życie prywatne
Alena Heribanová była żoną pisarza Jozefa Heribana, z którym ma dwie córki Tamarę i Barbarę. Po rozwodzie związała się z menedżerem Konradem Kreuzerem.